# Муравище-1
Мурави́ще-1 — орнітологічний заказник місцевого значення в Україні. Розташований у межах Ківерцівського району Волинської області, неподалік від села Муравище.
Площа 40 га. Статус надано згідно з рішенням облвиконкому № 226 від 31 жовтня 1991 року. Перебуває у віданні ДП «Ківерцівське ЛГ» (Муравищенське л-во, кв. 15, вид. 28, кв. 12, вид. 10, кв. 16, вид. 4).
Статус надано для збереження лісового масиву з різновіковими насадженнями дуба, сосни, берези. Частина території (35 %) заказника заболочена, тут гніздиться рідкісний вид птахів — журавель сірий, занесений до Червоної книги України та Міжнародної Червоної книги.